# Rio Estéron
O rio Estéron é um rio localizado no sudeste da França. É o segundo mais importante afluente do rio Var depois do rio Tinée. É afluente do Var pela margem direita. Corre pelos departamentos de Alpes-de-Haute-Provence e Alpes-Maritimes. Tem comprimento de 66,7 km.